# Gid Tanner

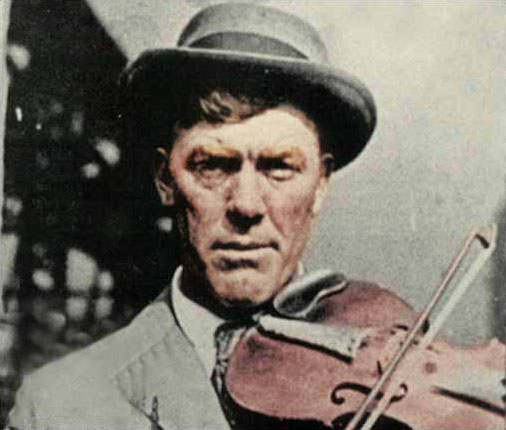
Gid Tanner um 1924

James Gideon „Gid“ Tanner (* 6. Juni 1885 in Thomas Bridge, Georgia; † 13. Mai 1960 in Dacula, Georgia) war ein US-amerikanischer Old-Time-Musiker. Mit der Stringband Gid Tanner and his Skillet Lickers war Tanner zwischen 1926 und 1931 einer der erfolgreichsten Old-Time-Musiker Amerikas.

## Leben

### Kindheit und Jugend
Gid Tanner wurde in Thomas Bridge in der Nähe von Monroe geboren. Mit 14 Jahren lernte er von seinen Eltern und Verwandten Fiddle spielen. 1914 nahm Tanner erstmals an den ein Jahr zuvor ins Leben gerufenen Georgia Fiddler’s Conventions teil, bei denen er bis 1935 alljährlich auftrat. Er soll schon damals mehr als 2000 Stücke auf der Fiddle gekonnt haben. Aber nicht nur als Musiker, sondern auch als Komiker zeigte Tanner Talent. Auf seinen Auftritten in der Region verband er diese beiden Eigenschaften, was nicht wenig zu seiner Popularität beitrug. Mit 21 Jahren hatte Tanner ein erst 16 Jahre altes Mädchen aus dem Rockdale County geheiratet. Mit ihr und ihrem 1917 geborenen Sohn Gordon lebten die Tanners zuerst abwechselnd im Gwinnett oder Rockdale County, bis sie sich schließlich in Dacula im Gwinnett County niederließen. Dort verdienten sie ihren Lebensunterhalt mit ihrer Hühnerfarm.

### Anfänge

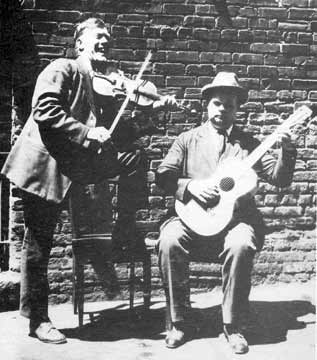
Tanner und Puckett um 1924 in Atlanta

Nachdem Tanner nach Atlanta gezogen war, lernte er dort den blinden Gitarristen Riley Puckett kennen, der schon regelmäßige Auftritte im Radio bestritt. Schnell wurden die beiden Musiker Freunde und traten gemeinsam auf. Als im März 1924 der Talentscout der Columbia Records, Frank Walker, nach Atlanta kam, um Columbia auch erste Hillbilly-Musiker zu verschaffen, wie die Okeh Records es mit Fiddlin’ John Carson gemacht hatten, stellten Tanner und Puckett sich vor. Walker verschaffte den beiden einen Plattenvertrag als erste Country-Musiker bei Columbia. Im selben Jahr wurden in New York City die ersten Platten eingespielt.

### Erfolge
Ein Jahr später erhielt Tanner von Columbia erneut eine Anfrage, diesmal um eine Stringband zu gründen. Zusammen mit Riley Puckett, Clayton McMichen und Fate Norris tat er sich zu der Band Gid Tanner and his Skillet Lickers zusammen, dessen erste Platten 1925 eingespielt wurden. Anfänglich nahm Tanner noch als Solokünstler oder mit Fate Norris und seinem Bruder Arthur Tanner Platten auf, mit dem wachsenden Erfolg der Skillet Lickers gab er dies dann auf. Tanner, der hauptsächlich Fiddle spielte, konnte bei Comedy-Sketchen sein Talent als Komiker zeigen. Ab 1930 spielte er zusätzlich auch noch Banjo, da Norris bei einem Unfall seinen Arm verloren hatte. 1931 jedoch trennte sich die Gruppe aufgrund interner Streitigkeiten. Schon Ende der 1920er Jahre war Tanner Mitglied der bekannten Radioshow WLS National Barn Dance geworden, in der er weiterhin bis Anfang der 1930er-Jahre auftrat.
1927 wollte die Sängerin und Autorin Ethel Park Richardson ein Songfolio mit Tanners Stücken veröffentlichen. Daher kam es im selben Jahr zu einem Treffen der beiden, das jedoch mehrheitlich ergebnislos blieb. Lediglich ein Stück, Careless Love, ein Stück, das er selbst komponiert hatte, brachte Tanner ihr bei. Schriftlich bat Richardson daher um ein weiteres Treffen. Tanners Frau fing den Brief jedoch ab und erklärte ihr, dass es „keine weiteren Treffen geben werde“ (I don’t want no magazine writ about Gid, so there ain’t no use in your comin’). Im Dezember 1927 wurde trotzdem das Buch American Mountain Songs veröffentlicht, das kleine Teile aus Tanners Repertoire enthielt.
Nach 1931 konzentrierte Tanner sich wieder auf seine Hühner-Farm. Kurz zuvor, im Oktober 1931, hatte er mit Riley Puckett und Bill Helms als The Home Town Boys seine letzten vier Titel für Columbia eingespielt. Durch seine große Popularität, die er die Jahre zuvor erhalten hatte, trat er mit Puckett aber weiterhin im Radio in Columbus auf und war weiterhin regelmäßiger Teilnehmer an den Fiddler’s Conventions. In jüngster Zeit sind drei Aufnahmen Tanners bei Vocalion Records mit dem Musiker Al Craver aufgetaucht, dessen Hintergrund aber ungeklärt ist. Craver nahm auch intensiv für Columbia auf. 1934 unterzeichnete er bei den Bluebird Records, wo er neue Skillet Lickers gründete. Bei einer Session im März 1934 spielte er die letzten Platten seines Lebens ein, einige mit den Skillet Lickers, andere nur mit Puckett und seinem Sohn Gordon. Anfang der 1940er-Jahre war Tanner regelmäßig an Samstagabenden zusammen mit Puckett, den Blue Ridge Mountain Boys und Grady & Hazel Cole auf der Bühne des Joy Theater zu sehen.
Nachdem Tanner sich endgültig aus dem Musikgeschäft zurückgezogen hatte, arbeitete er fortan auf seiner Farm. Nebenbei trat er weiterhin auf und setzte sich für den Erhalt der Hillbilly-Musik ein. Mit 71 Jahren gewann er das letzte Mal einen Fiddle-Wettbewerb. Tanner war zwei Mal verheiratet und hatte insgesamt fünf Söhne.
Gid Tanner verstarb am 13. Mai 1960 im Alter von 75 Jahren. Er wurde in die Atlanta Country Music Hall of Fame aufgenommen. Seine Nachfahren erhalten weiterhin die Tradition der Tanner-Familie. Zu Ehren Tanners und seiner Familie wurde eine Straße in Dacula, Georgia, die Tanner Road, nach ihm benannt.

## Diskographie
| Jahr             | Titel                                                                                 | #                | Anmerkungen                       |
| Columbia Records | Columbia Records                                                                      | Columbia Records | Columbia Records                  |
| ---------------- | ------------------------------------------------------------------------------------- | ---------------- | --------------------------------- |
| 1924             | Johnson’s Old Gray Mule / Chicken Don’t Roost To Big For Me                           |                  | mit Riley Puckett                 |
| 1924             | Alabama Gal, Give The Fiddler A Dram / Black Eyed Susie                               |                  | mit Riley Puckett                 |
| 1924             | Sourwood Mountain / Cumberland Gap                                                    |                  |                                   |
| 1924             | Don’t Grieve Your Mother / Be Kind To A Man When He’s Down                            | 15010-D          |                                   |
| 1924             | Fox Chase / Arkansaw Traveller                                                        | 15017-D          | B-Seite mit Riley Puckett         |
| 1924             | Georgia Railroad / John Henry                                                         | 15019-D          | B-Seite mit Riley Puckett         |
| 1925             | Old Time Tunes / Just Gimme The Leavings                                              |                  | mit Arthur Tanner                 |
| 1926             | S-A-V-E-D / Where Did You Get That Hat                                                | 15097-D          | mit Fate Norris                   |
| 1926             | Travelling Man / Goodbye Booze                                                        | 15105-D          | A-Seite von Doc Walsh             |
| 1926             | New Dixie / I Don’t Reckon That’ll Happen Again                                       |                  | mit Arthur Tanner und Fate Norris |
| 1926             | Baby Lou / Football Rag                                                               | 15165-D          | mit Fate Norris                   |
| 1926             | Everyday Will Be Sunday Bye and Bye / Please Do Not Get Offended                      | 15217-D          | mit Fate Norris                   |
| 1929             | Gather The Flowers / Bring Back My Blue Eyed Boy                                      | 15577-D          | mit Riley Puckett                 |
| 1930             | If You Want To Go A-Courtin’ / You’ve Got To Stop Drinkin' Shine                      |                  | als Gid Tanner’s Skillet Lickers  |
| Bluebird Records |                                                                                       |                  |                                   |
| 1934             | Practice Night With Skillet Lickers, Pt.1 / Practice Night With Skillet Lickers, Pt.2 | 5559             | mit Riley Puckett                 |
| 1934             | Tanner’s Boarding House / On Tanner’s Farm                                            | 5665             | mit Riley Puckett                 |
|                  | I’m Satisfied / Three Nights Drunk                                                    | 5748             | mit Riley Puckett                 |
| Vocalion Records |                                                                                       |                  |                                   |
|                  | Little Old Sod Shanty / The Bum’s Rush                                                | 5342             | mit Al Craver                     |
|                  | Goin' Down To Town /?                                                                 | 5355             | mit Al Craver                     |